# Аксель Туанзебе
Аксель Туанзебе (англ. Axel Tuanzebe; нар. 14 листопада 1997, Буніа, Демократична Республіка Конго) —  конголезький футболіст, захисник англійського клубу «Іпсвіч Таун» та національної збірної ДР Конго.

## Клубна кар'єра
Туанзебе народився в Демократичній Республіці Конго, але в ранньому віці він з батьками переїхав до Великої Британії, в місто Рочдейл. Відвідував католицьку школу Сент-Кутберт в Рочдейлі. Вихованець молодіжної академії «Манчестер Юнайтед».
Дебютував в основному складі «Манчестер Юнайтед» 29 січня 2017 року, замінивши Тімоті Фосу-Менса в матчі Кубка Англії проти «Віган Атлетік». 2 лютого 2017 року Туанзебе підписав новий контракт з клубом до 2020 року з опцією продовження ще на рік. 7 травня 2017 року дебютував у Прем'єр-лізі в матчі проти «Арсеналу».
Протягом 2018–2019 років грав на правах оренду за друголігову на той час «Астон Віллу», після чого протягом двох сезонів знову захищав кольори  «Манчестер Юнайтед», задовільняючись виходами на поле на заміни або в іграх другорядних з точки зору клубу турнірів.
Другу половину 2021 року провів знову в оренді в «Астон Віллі», що на той час також вже була представником Прем'єр-ліги і де Туанзебе виходив на поле нерегулярно. Протягом першої ж половини 2022 року був також на правах оренди гравцем італійського «Наполі», де за цей час взяв участь лише в одній грі, провівши на полі лише 10 хвилин.

## Кар'єра в збірній
У червні 2016 року Туанзебе провів свій перший матч за збірну Англії до 19 років, вийшовши на поле в грі проти Мексики. У тому ж році дебютував за збірну Англії до 20 років.
Восени 2017 року провів свою єдину гру за молодіжну збірну Англії.
У 2024 році Аксель Туанзебе прийняв пропозицію Федерації футболу ДР Конго і 6 червня 2024 року у матчі відбору до чемпіонату світу 2026 року проти команди Сенегалу дебютував у складі національної збірної ДР Конго.

## Статистика виступів

### Статистика клубних виступів
Станом на 25 вересня 2022
| Сезон                         | Команда                       | Чемпіонат                     | Чемпіонат | Чемпіонат | Національний кубок | Національний кубок | Національний кубок | Континентальні кубки | Континентальні кубки | Континентальні кубки | Інші змагання | Інші змагання | Інші змагання | Усього | Усього | Усього |
| Сезон                         | Команда                       | Ліга                          | Ігор      | Голів     | Ліга               | Ігор               | Голів              | Ліга                 | Ігор                 | Голів                | Ліга          | Ігор          | Голів         | Ігор   | Голів  |        |
| ----------------------------- | ----------------------------- | ----------------------------- | --------- | --------- | ------------------ | ------------------ | ------------------ | -------------------- | -------------------- | -------------------- | ------------- | ------------- | ------------- | ------ | ------ | ------ |
| 2016–17                       | «Манчестер Юнайтед»           | ПЛ                            | 4         | 0         | КА+КЛ              | 1+0                | 0                  | ЛЄ                   | 0                    | 0                    | -             | -             | -             | 5      | 0      |        |
| 2017-січ. 2018                | «Манчестер Юнайтед»           | ПЛ                            | 1         | 0         | КА+КЛ              | 0+1                | 0                  | ЛЧ                   | 1                    | 0                    | -             | -             | -             | 3      | 0      |        |
| січ.-черв. 2018               | «Астон Вілла»                 | ЧФЛ                           | 5         | 0         | КА+КЛ              | -                  | -                  | -                    | -                    | -                    | -             | -             | -             | 5      | 0      |        |
| 2018–19                       | «Астон Вілла»                 | ЧФЛ                           | 25+3      | 0         | КА+КЛ              | 0+2                | 0                  | -                    | -                    | -                    | -             | -             | -             | 30     | 0      |        |
| 2019–20                       | «Манчестер Юнайтед»           | ПЛ                            | 5         | 0         | КА+КЛ              | 0+2                | 0                  | ЛЄ                   | 3                    | 0                    | -             | -             | -             | 10     | 0      |        |
| 2020–21                       | «Манчестер Юнайтед»           | ПЛ                            | 9         | 0         | КА+КЛ              | 1+1                | 0                  | ЛЧ+ЛЄ                | 5+3                  | 0                    | -             | -             | -             | 19     | 0      |        |
| Усього за «Манчестер Юнайтед» | Усього за «Манчестер Юнайтед» | Усього за «Манчестер Юнайтед» | 19        | 0         |                    | 6                  | 0                  |                      | 12                   | 0                    |               | -             | -             | 37     | 0      |        |
| 2021-січ. 2022                | «Астон Вілла»                 | ПЛ                            | 9         | 0         | КА+КЛ              | 0+2                | 0                  | -                    | -                    | -                    | -             | -             | -             | 11     | 0      |        |
| Усього за «Астон Віллу»       | Усього за «Астон Віллу»       | Усього за «Астон Віллу»       | 39+3      | 0         |                    | 4                  | 0                  |                      | -                    | -                    |               | -             | -             | 46     | 0      |        |
| січ.-черв. 2022               | «Наполі»                      | A                             | 1         | 0         | КІ                 | 1                  | 0                  | ЛЄ                   | -                    | -                    | -             | -             | -             | 2      | 0      |        |
| Усього за кар'єру             | Усього за кар'єру             | Усього за кар'єру             | 62        | 0         |                    | 11                 | 0                  |                      | 12                   | 0                    |               | -             | -             | 85     | 0      |        |

### Статистика виступів за збірну
| Дата       | Місто | Господарі | Результат | Гості  | Турнір                             | Голи | Примітки |
| ---------- | ----- | --------- | --------- | ------ | ---------------------------------- | ---- | -------- |
| 10-11-2017 | Київ  | Україна   | 0 – 2     | Англія | Кваліфікація молодіжного Євро-2019 | -    | 56'      |
| Усього     |       | Матчів    | 1         |        | Голів                              | 0    |          |